# Ligne Gantoku
 (novembre 2023).
Si vous disposez d'ouvrages ou d'articles de référence ou si vous connaissez des sites web de qualité traitant du thème abordé ici, merci de compléter l'article en donnant les références utiles à sa vérifiabilité et en les liant à la section « Notes et références ».
La ligne Gantoku (岩徳線, Gantoku-sen) est une ligne ferroviaire de la compagnie JR West, dans la préfecture de Yamaguchi au Japon. Elle relie la gare d'Iwakuni à Iwakuni à la gare de Kushigahama à Shūnan.

## Histoire
La ligne ouvre par étapes entre 1929 et 1934 dans le but de raccourcir la ligne principale Sanyō entre les gares d'Iwakuni et Tokuyama. Elle fait officiellement partie de la ligne principale Sanyō jusqu'en 1944 où le tronçon original est mis à double voie. La ligne prend alors le nom de ligne Gantoku. 

## Caractéristiques

### Ligne
- Longueur : 43,7 km
- Ecartement : 1 067 mm
- Alimentation : non électrifié
- Nombre de voies : Voie unique

### Interconnexion
A Kushigahama, tous les trains continuent jusqu'à la ligne principale Sanyō jusqu'à gare de Tokuyama.
Les trains de la ligne Nishikigawa Seiryū empruntent la ligne de Kawanishi à Iwakuni.

### Liste des gares
| Gare          | Nom japonais | Distance (km) | Correspondances                                           | Localisation |
| ------------- | ------------ | ------------- | --------------------------------------------------------- | ------------ |
| Iwakuni       | 岩国         | 0             | JR West : Sanyō                                           | Iwakuni      |
| Nishi-Iwakuni | 西岩国       | 3,7           |                                                           | Iwakuni      |
| Kawanishi     | 川西         | 5,6           | Nishikigawa Tetudou : Nishikigawa Seiryū (interconnexion) | Iwakuni      |
| Hashirano     | 柱野         | 8,5           |                                                           | Iwakuni      |
| Kinmeiji      | 欽明路       | 15,2          |                                                           | Iwakuni      |
| Kuga          | 玖珂         | 17,1          |                                                           | Iwakuni      |
| Suō-Takamori  | 周防高森     | 20,6          |                                                           | Iwakuni      |
| Yonekawa      | 米川         | 24,4          |                                                           | Iwakuni      |
| Takamizu      | 高水         | 28,8          |                                                           | Shūnan       |
| Katsuma       | 勝間         | 31,1          |                                                           | Shūnan       |
| Ōkawachi      | 大河内       | 33,3          |                                                           | Shūnan       |
| Suō-Kubo      | 周防久保     | 34,7          |                                                           | Kudamatsu    |
| Ikunoya       | 生野屋       | 38,0          |                                                           | Kudamatsu    |
| Suō-Hanaoka   | 周防花岡     | 39,8          |                                                           | Kudamatsu    |
| Kushigahama   | 櫛ヶ浜       | 43,7          | JR West : Sanyō (interconnexion)                          | Shūnan       |